# Naoemon Shimizu
Naoemon Shimizu (清水 直右衛門?, Shimizu Naoemon; Prefettura di Hiroshima, 16 dicembre 1902 – Hiroshima, 6 agosto 1945) è stato un calciatore giapponese, di ruolo attaccante.
È morto insieme alla moglie in conseguenza dell'attacco nucleare su Hiroshima.